# Pfarrkirche Mittergrabern

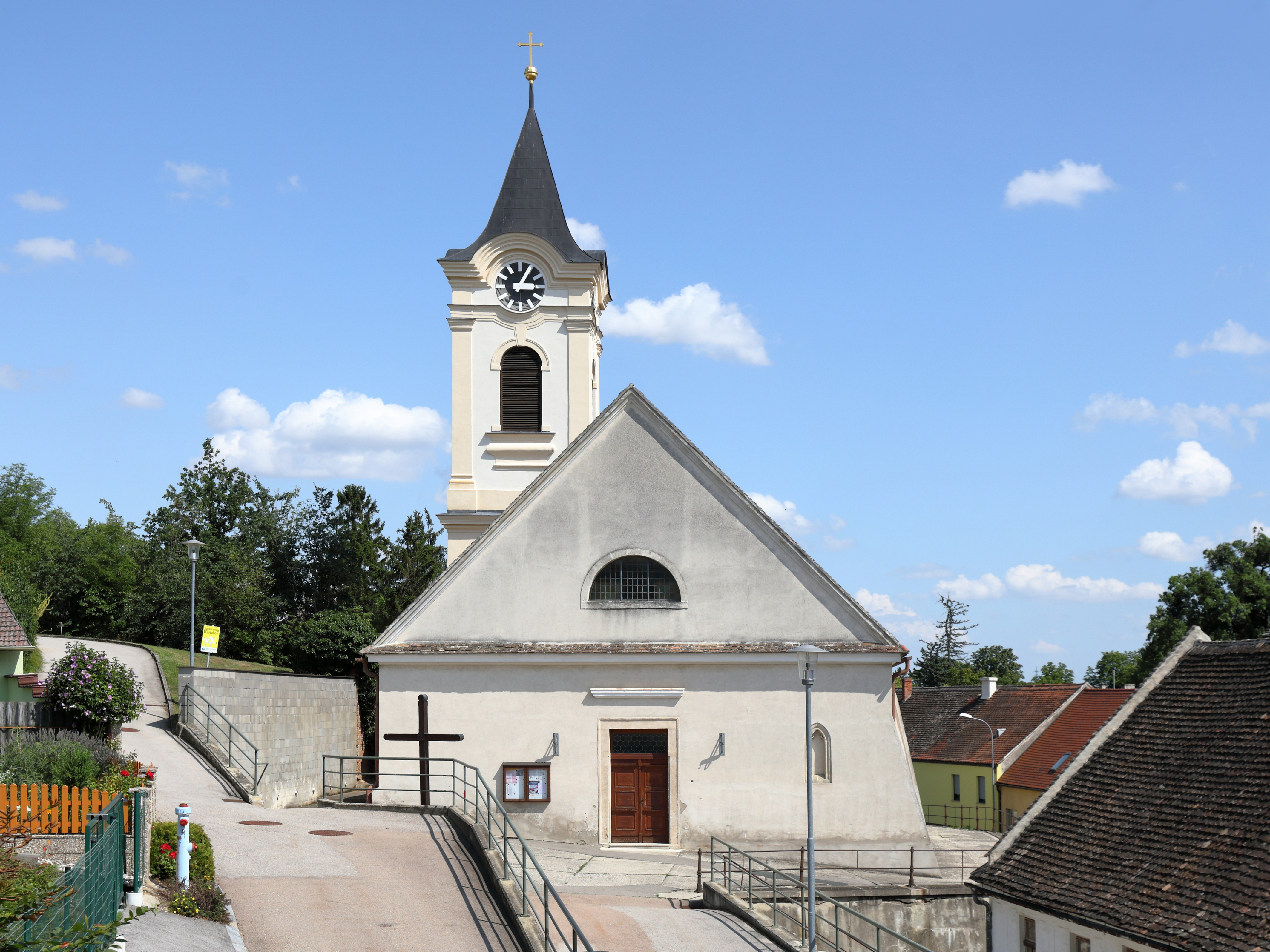
Pfarrkirche hl. Johannes der Täufer

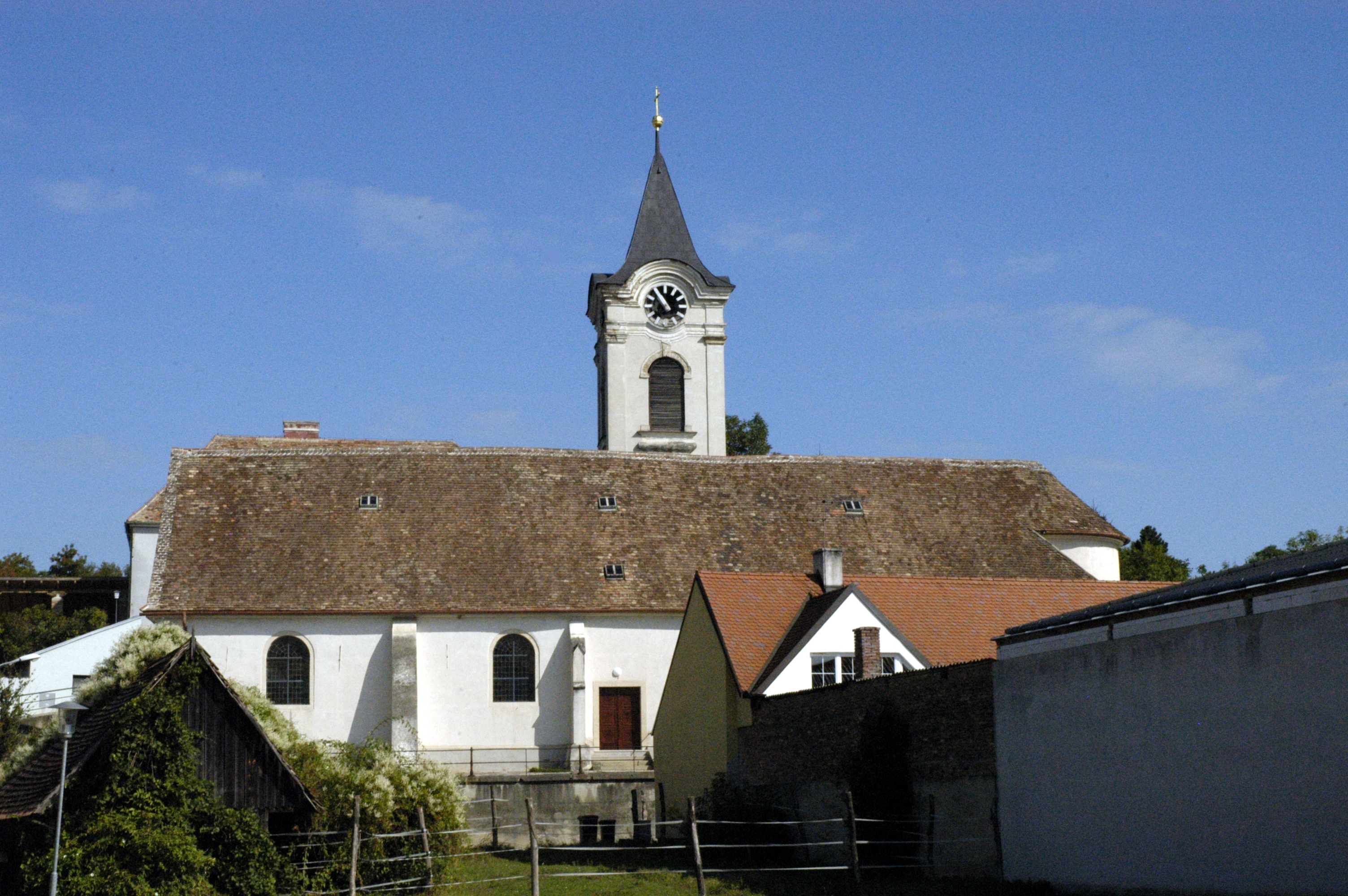
Südansicht der Pfarrkirche

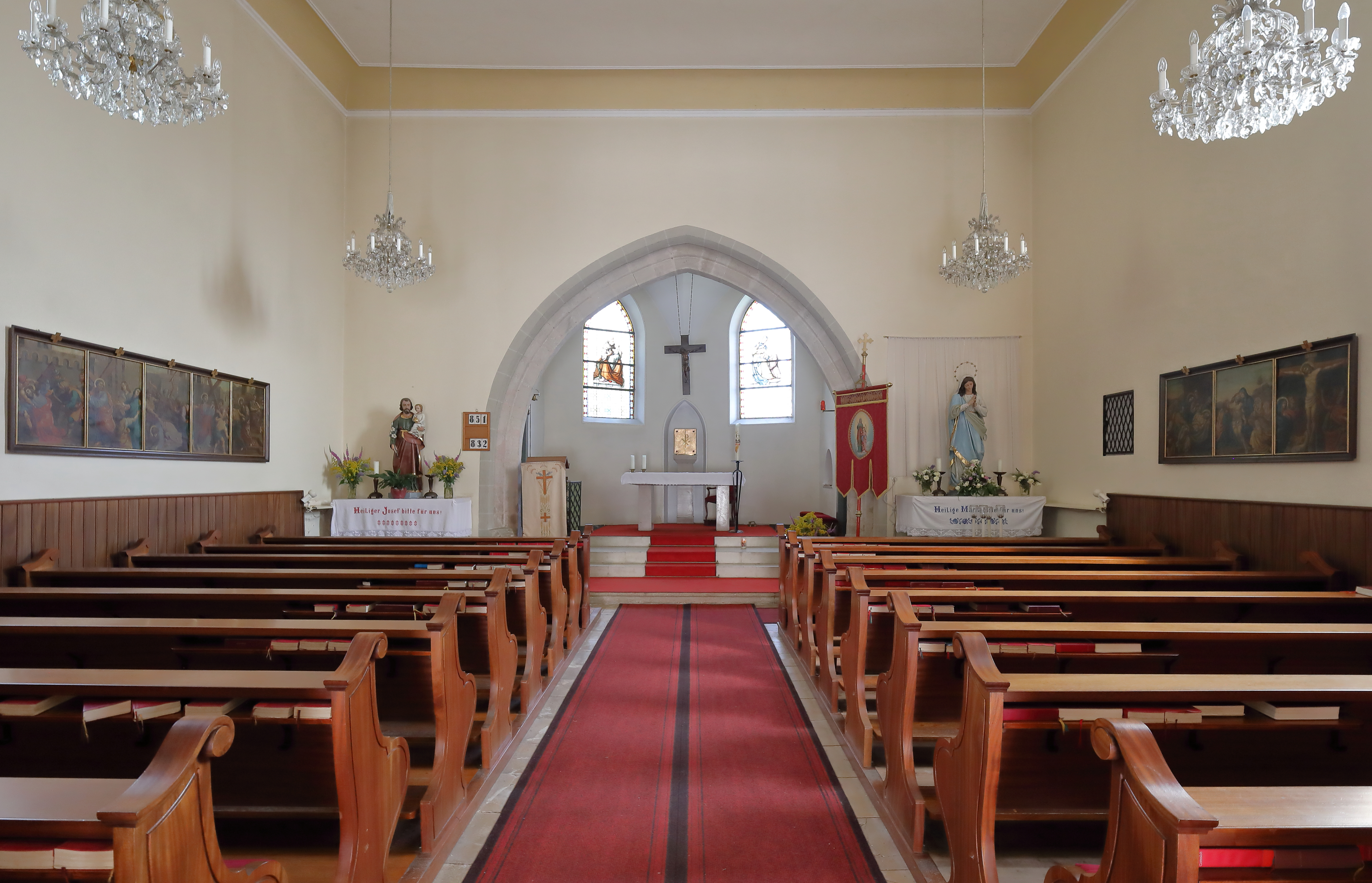
Innenansicht in Richtung Altar

Die Pfarrkirche Mittergrabern steht leicht erhöht im nördlichen Bereich des Dorfes Mittergrabern in der Marktgemeinde Grabern im Bezirk Hollabrunn in Niederösterreich. Die dem Heiligen Johannes der Täufer geweihte römisch-katholische Pfarrkirche gehört zum Dekanat Hollabrunn in der Erzdiözese Wien. Die Kirche steht unter Denkmalschutz (Listeneintrag).

## Geschichte
Im Anfang des 14. Jahrhunderts bestand ein Vikariat, welches am Beginn der Reformationszeit unterging. 1722 wurde das Vikariat wieder eingerichtet und um 1784 wurde eine Pfarre begründet.
1241 wurde urkundlich eine Kapelle genannt. Die heutige kleine im Kern gotische Staffelhallenkirche mit einem Nordturm entstand im 13. Jahrhundert. Es folgten frühbarocke Umbauten. Die Kirche wurde in der Mitte des 19. Jahrhunderts umfassend nach Osten erweitert.

## Architektur
Der mittelalterliche westliche Teil des Langhauses wie auch der östliche Anbau um 1840 mit einer eingezogenen Rundapsis stehen unter einem einheitlichen Satteldach. Die Fassaden sind schlicht mit Rundbogenfenster gegliedert.

## Ausstattung
Der Hochaltar aus der zweiten Hälfte des 19. Jahrhunderts ist ein Kastenaltar mit einem rundbogigen Säulenretabelaufsatz und zeigt das Altarblatt Taufe Christi aus der zweiten Hälfte des 19. Jahrhunderts und darunter ein Mariengnadenbild im Strahlenkranz aus dem Ende des 19. Jahrhunderts. Der Tabernakel trägt adorierende Engelsfiguren aus dem Ende des 18. Jahrhunderts.
Die Orgel mit 10 Registern baute Joseph Seyberth (1835).